# Chao Na
Chao Na (n. 1980, Beijing, Republica Populară Chineză) este o înotătoare chineză, medaliată olimpică. A participat la o ediție a Jocurilor Olimpice (1996) în care a câștigat o medalie de argint.

## Participări
Lista de mai jos prezintă principalele competiții la care a participat Chao Na de-a lungul carierei.
- swimming at the 1996 Summer Olympics – women's 4 × 100 metre freestyle relay[*]